# Závěsný model
Závěsné modely jsou architektonické modely pověšené na provazech nebo řetězech nohama vzhůru, s jejichž pomocí lze navrhovat nosné konstrukce staveb. Až do zavedení počítačových modelů to byl rozšířený postup používaný např. při modelování membránových konstrukcí. 

## Princip
Pro kamenné (nebo cihlové) zdivo je charakteristická vysoká pevnost v tlaku a nízká odolnost vůči smykovým silám. Kamenná stavba bez příčných sil je proto bezpečná. Pravděpodobnost jejího zhroucení však vzrůstá tím víc, čím více rostou smyková napětí uvnitř zdiva. Řetězy nebo provazy dobře snášejí tahové síly, zatímco nemají vůbec žádnou odolnost vůči příčným silám. Pokud na řetěz působíme příčnou silou, změní řetěz svůj tvar tak, aby vnějšímu působení odolával pouze v tahu. Při návrhu velkých staveb je důležité vyhnout se ohybovým momentům a zajistit, aby nosná konstrukce byla zatížena jen tlakem. Příslušné statické analýzy se proto zaměřují na vývoj modelů, které takovým požadavkům vyhovují. Nabízí se tedy transformace mezi řetězovými strukturami a bezpečnými zděnými strukturami bez příčných sil. Smyslem takové transformace je přeměna tahových sil na síly tlakové.

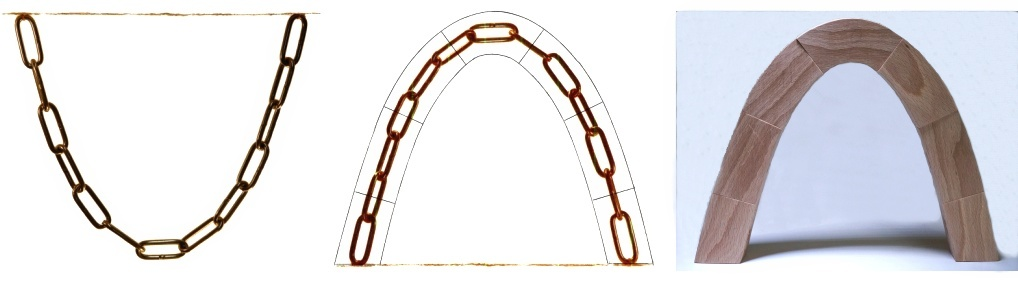
Závěsný model kamenné klenby: Dřevěná stavebnice napodobuje kamenný oblouk, jehož tvar je odvozen ze zavěšeného řetězu.

Závěsný model se zakládá na principu inverze řetězovky. (Její rotací vznikne plocha nazývaná katenoida.) Řetězovka zaujímá z výše uvedených důvodů stabilní tvar výhradně pod vlivem tahových sil. Řetězovka se zejména při malých průvěsech dost podobá parabole, přesně vzato jsou to však dvě různé křivky. V případě závěsného modelu se vytvoří nosná konstrukce modelu z provazů či řetězů a zavěsí se nohama vzhůru. Model se odlišuje od skutečné pozdější stavby směrovou orientací zátěže. Tahové zatížení modelu se po převrácení ve skutečné stavbě transformuje na zatížení tlakové a nosná konstrukce stavby není namáhána na ohyb.
Ze statického hlediska je oblouk sestavený ze stejně širokých kamenů vytvarován optimálně, pokud kopíruje řetězovku. Odpovídající modely tvaru řetězovky postavené hlavou dolů potom mohou posloužit při návrhu oblouků zatížených čistě tlakovými silami. Na principu závěsných modelů lze navrhovat komplikované tvary bez náročných výpočtů a s minimálními materiálovými výdaji. Klenba provedená na principu řetězovky obrácené nohama vzhůru se někdy označuje také jako katalánská klenba. Matematicky ji lze popsat pomocí hyperbolického paraboloidu.

## Historický vývoj

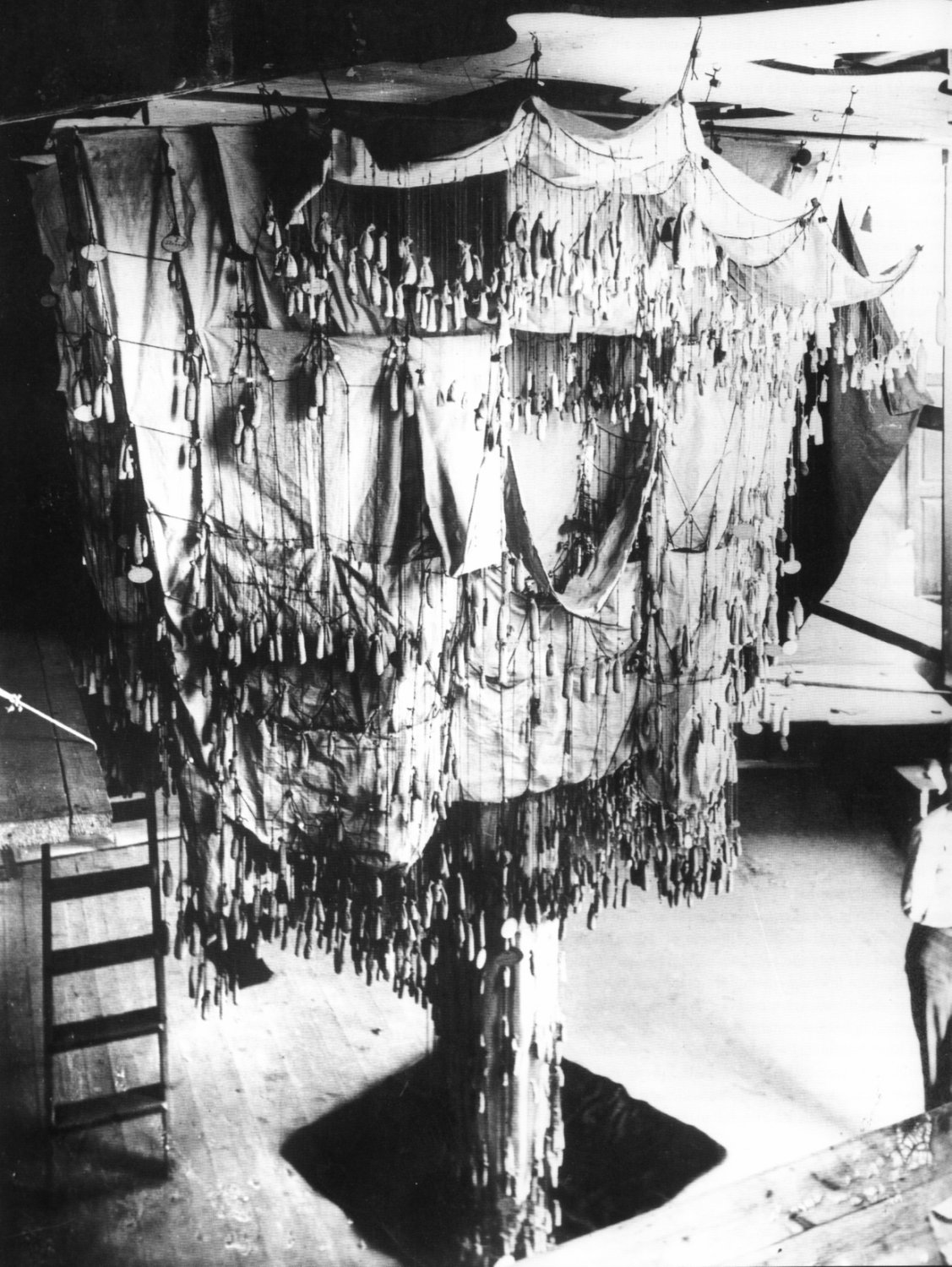
Historická fotografie Gaudího závěsného modelu.

Princip závěsného modelu je doložen různými náčrtky asi od roku 1700. Není jasné, zda se závěsné modely používaly při návrzích gotických katedrál ve středověku. V první polovině 19. století existovaly různé konkurující si názory na statické vlastnosti klenby a v tomto směru panovalo hodně nejasností. Řetězovkami a závěsnými modely se v té době zabývalo několik německých učenců, jež můžeme považovat za předchůdce katalánského architekta Antoniho Gaudího. Gaudí o jejich práci pravděpodobně nevěděl a detaily praktického využití závěsného modelu vypracoval znova.

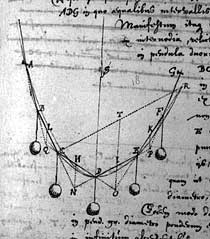
Kresba řetězovky od Christiaana Huygense.

Je písemně doloženo, že závěsné modely používal italský matematik a inženýr Giovanni Poleni (1683–1761). Roku 1743 jej papež Benedikt XIV. pověřil průzkumem poškození kopule baziliky sv. Petra. Poleni k tomu zhotovil jednoduché závěsné modely, které sestávaly z řetězů zatížených závažími. Závěsné modely používal i bádenský stavitel Heinrich Hübsch (1795–1863) při návrzích klenby svých staveb. Pracoval s provazy připevněnými na výkresy rovinných řezů orientovaných hlavou dolů, aby své klenby optimalizoval. Takto v letech 1834 až 1837 postavil chrám sv. Cyriaka v Bulachu, (dnes je to část Karlsruhe).
Princip závěsných modelů využívali např. následující stavitelé a architekti:
- Giovanni Poleni (1683–1761)
- Wilhelm Tappe (1746–1823)
- Carl Anton Henschel (1780–1861)
- Heinrich Hübsch (1795–1863)
- Antoni Gaudí (1852–1926)
- Karl Mohrmann (1857–1927)

## Gaudího závěsné modely

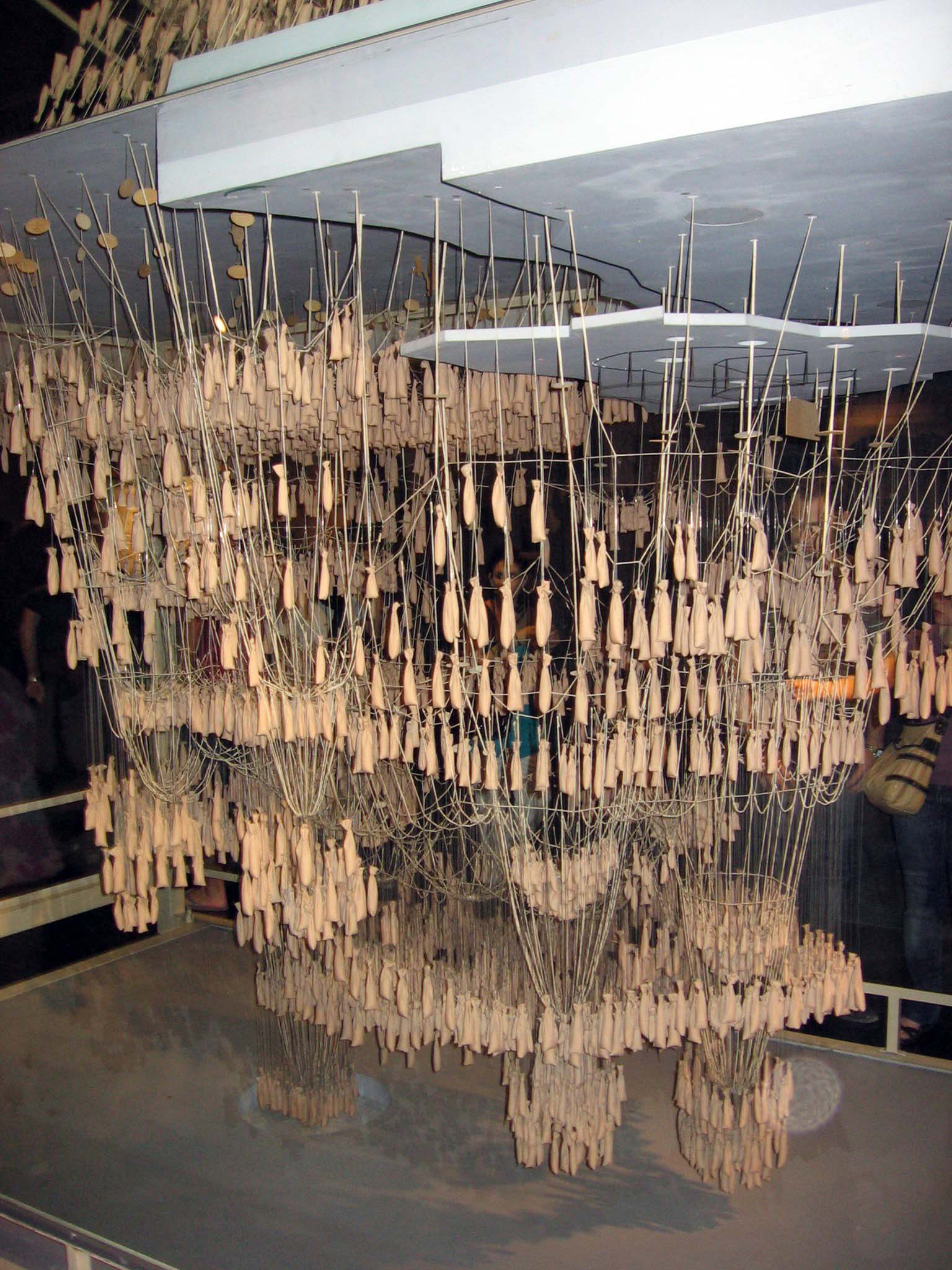
Rekonstruovaný závěsný model chrámu pro Colònia Güell umístěný v muzeu Sagrada Familia v Barceloně

Francouzský architekt Viollet-le-Duc zastával v 19. století názor, že tvar se má přizpůsobit použitému materiálu. Vážil si gotické architektury jakožto té nejúčinnější techniky pro stavbu vysokých a relativně lehkých kamenných katedrál. Jeho myšlenky převzal a dále rozvíjel Antoni Gaudí ve své snaze minimalizovat ohybové momenty a smyková napětí ve stavebních konstrukcích. S jeho jménem je spojena stará technika závěsných modelů, kterou vzkřísil, zlepšil ji a použil při návrzích několika svých staveb. V oblibě však měl hlavně oblouky parabolické nebo blízké tvaru paraboly, nikoliv oblouky odvozené od řetězovek, což naznačuje určitou nejednoznačnost mezi teorií a praxí statického řešení staveb té doby.
Usilovná a průkopnická práce na problémech statické optimalizace staveb jej přivedla k použití závěsného modelu při návrhu kostela v místě zvaném Colònia Güell. Jedná se o někdejší průmyslovou osadu vzdálenou asi 15 km od Barcelony. Pojmenována je po svém vlastníkovi Eusebiovi Güellovi a kromě továrních budov zahrnuje i sídliště pro dělníky a známou kryptu Antoniho Gaudího – celý kostel dokončen nebyl.
Gaudí pracoval na návrzích tohoto kostela od roku 1898 a v roce 1908 vznikl jeho závěsný model zmenšený geometricky v poměru 1:10 a hmotnostně v měřítku 1:10 000. Závěsný model sestával z vláken, která byla napínána do tvaru stabilní síťové konfigurace s použitím pytlíků naplněných broky. Byl to patrně největší závěsný model, jaký byl kdy vytvořen; jeho délka byla 6 m, výška 4 m, pracovalo se s několika tisíci zátěžových pytlíků o celkové hmotnosti několika tun. Náčrtek kostela byl ve zvoleném měřítku překreslen na osmibokou dřevěnou desku, která pak byla připevněna ke stropu pracovní místnosti. Provazy visely z těch bodů, kde měly být umístěny paty nosných sloupů budoucí stavby. Zatěžovací pytlíky visely z každého oblouku obrácené řetězovky vytvořené z provazů. Stěny a kopule byly v modelu znázorněny paralelními popř. radiálními vlákny. Následně se pořizovaly fotografie výsledného modelu z různých úhlů a po jejich převrácení (postavení „nohama dolů“) z nich bylo možné vyčíst optimalizovanou strukturu chrámové konstrukce.
Základní technické postupy, které přitom Gaudí vyvinul, mu dále posloužily při návrzích některých dalších budov, jako jsou např. Colegio Teresiano (klášterní škola pro katolické učitele) nebo chrám Sagrada Família. Spousta obrazové dokumentace Gaudího architektury byla ztracena během španělské občanské války v letech 1936–1939. Dokumenty týkající se katolické kultury včetně Gaudího architektonických návrhů byly tehdy ničeny protiklerikálními vládnoucími silami.